# الثورة الليبرالية (1895)

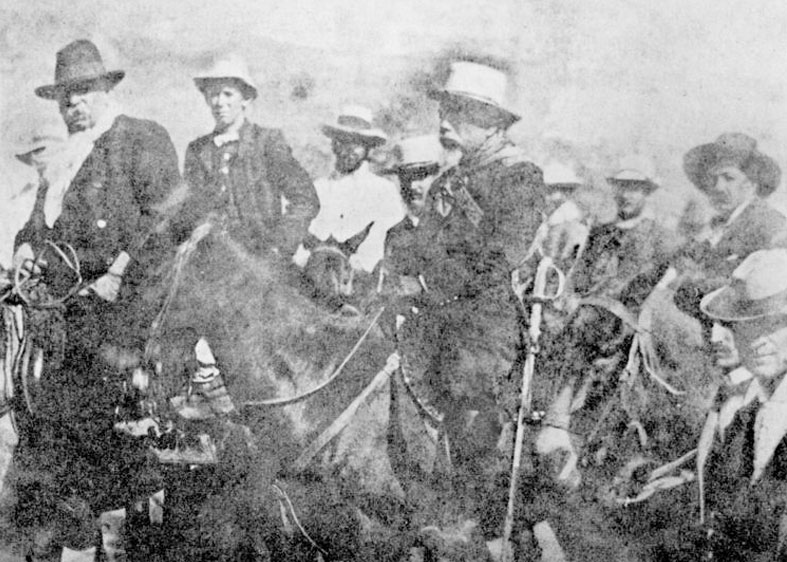

وقعت الثورة الليبرالية عام 1895 في الإكوادور، وكانت فترة من الاضطرابات الاجتماعية الراديكالية السياسية. بدأت الثورة في 5 يونيو 1895 وأسفرت في النهاية عن الإطاحة بالحكومة المحافظة، التي حكمت الإكوادور لعدة عقود، من قبل الليبراليين الراديكاليين، بقيادة إلوي ألفارو. بعد الثورة، شرعت الحكومة الجديدة الطلاق، وسمحت بالحرية الدينية، وأضعفت سلطة الكنيسة، التي فقدت الأرض التي احتلتها.
غالباً ما يُنظر إلى الثورة على أنها ولادة الإكوادور الحديثة، مع وجود بنية سلطة جديدة تحبذ الحزب الليبرالي، ومشاريع البنية التحتية جديدة مثل بناء خط للسكك الحديدية بين كيتو و‌غواياكيل.